# Was willst du dich betrüben

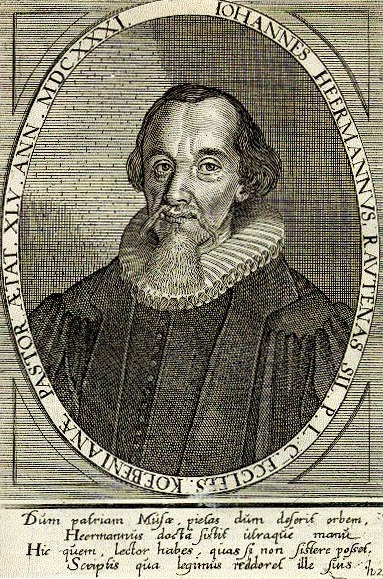
Johann Heermann (1585–1647)

Was willst du dich betrüben ist ein lutherisches Kirchenlied von Johann Heermann. Er veröffentlichte es 1630 in dem Band Devoti musica cordis. Das Thema ist Gottvertrauen angesichts der Feinde.

## Geschichte
Heermann, der Dichter des Liedes, war beeinflusst von dem Traktat Buch von der deutschen Poeterey von Martin Opitz, der 1624 erschien.
Heermann lebte in Köben, Schlesien, als er das Lied verfasste. Die Stadt litt unter dem Dreißigjährigen Krieg, sie wurde viermal geplündert. Heermann verlor mehrmals seine Habe und musste unter Lebensgefahr fliehen.
Danach veröffentlichte er 1630 in Breslau einen Band von Kirchenliedern, Devoti musica cordis, Hauss- und Herz-Musica, der Was willst du dich betrüben enthielt. Der Band umfasste unter anderem auch O Jesu Christe, wahres Licht, Herzliebster Jesu, was hast du verbrochen, O Gott, du frommer Gott und Herr, unser Gott, lass nicht zuschanden werden. Eine vierte Auflage 1644 enthielt Jesu, deine tiefen Wunden.

## Aufbau und Text
Was willst du dich betrüben behandelt Gottvertrauen im Angesicht der Feinde, bis hin zu Satan. Die sieben Strophen haben je acht Zeilen in Barform (Stollen–Stollen–Abgesang). Jeder Stollen hat zwei Zeilen, der Abgesang hat vier, deren äußere und innere gereimt sind.
1. Was willst du dich betrüben
2. Denn Gott verlässet keinen
3. Auf ihn magst du es wagen
4. Wenn auch gleich aus der Höllen
5. Er richts zu seinen Ehren
6. Drum ich mich ihm ergebe
7. Herr, gib, daß ich dein Ehre[3]

Das Lied beginnt mit einer Anrede an die eigene Seele wie in einigen Psalmen, zum Beispiel Psalm 103. Dieser Blick auf den Einzelnen unterscheidet sich von Martin Luthers Ansatz in dem Lied Ein feste Burg ist unser Gott, das ein ähnliches Thema behandelt. Der Anfang ist eine Umdichtung von Psalm 42:5, den Luther übersetzt hatte: „Was betrübst du dich, meine Seele, und bist so unruhig in mir? Harre auf Gott“.
Die zentrale vierte Strophe beginnt mit starken Worten über den Satan als Feind: „Wenn auch gleich aus der Höllen / der Satan wollte sich / dir selbst entgegenstellen / und toben wider dich“.
Die letzte Strophe enthält als hervorgehobene fünfte Zeile „O Vater, Sohn und Geist“.

## Melodie
Der Text wird gesungen auf die Melodie von Von Gott will ich nicht lassen. Diese Melodie entstand aus einem weltlichen Lied, das der Melodie Monica ähnelt, die in Europa vom 16. Jahrhundert an verbreitet war. Ähnlich ist die Melodie von Mit Ernst, o Menschenkinder. Die fünfte Zeile, der Beginn des Abgesangs, ist hervorgehoben: Sie beginnt eine Oktave höher als der vorausgegangene Ton und endet mit einer Pause, nach der die weiteren drei Zeilen des Abgesangs durchgehend gesungen werden. Heermann scheint den Text für die Melodie geschrieben zu haben, denn auch der Höhepunkt des Textes ist in mehreren Strophen in Zeile 5.

## Vertonung
Johann Sebastian Bach komponierte 1724 die Choralkantate Was willst du dich betrüben, BWV 107 auf die unveränderten Worte des Chorals und setzte die Melodie in Satz 1 im 4/4-Takt, im letzten Satz im 12/8-Takt.